# Takizawa (Iwate)
Pour les articles homonymes, voir Takizawa.
Takizawa (滝沢市, Takizawa-shi) est une ville située dans la préfecture d'Iwate, au Japon.

## Géographie

### Situation
Takizawa est située dans l'ouest de la préfecture d'Iwate, au Japon, entre le mont Iwate au nord-ouest, le fleuve Kitakami, à l'est, et la rivière Shizukuishi, au sud.

### Démographie
En avril 2019, la population de la ville de Takizawa était de 55 285 habitants répartis sur une superficie de 182,46 km2.

## Histoire
Le village de Takizawa a été officiellement fondé en 1889. Il obtient le statut de ville le 1er janvier 2014.

## Éducation
L'université préfectorale d'Iwate se trouve à Takizawa.

## Transports
La ville est desservie par la ligne Tazawako de la JR East, et la ligne Iwate Galaxy Railway de la compagnie Iwate Galaxy Railway.

## Personnalités liées à la municipalité
- Ryō Shuhama (né en 1950), homme politique
- Azusa Iwashimizu (née en 1986), footballeuse